# Письма к Эльзе
«Письма к Эльзе» — художественный фильм Игоря Масленникова, поставленный по сценарию Аркадия Высоцкого «Бабочка». Российская премьера состоялась 21 ноября 2002 года.

## Сюжет
Молодая женщина Ольга живёт в загородном имении с мужем-бизнесменом, которого она называет Дунканом. Муж постоянно занят на работе, и в его отсутствие Ольга рисует, сочиняет стихи, делает гербарии и пишет письма загадочной Эльзе о каждодневных событиях, происходящих в её жизни.
Однажды во время прогулки женщина натыкается на бродячий кукольный театр. Знакомство с кукловодом Колей, который сам играет все роли в своих спектаклях, по-настоящему её завораживает, и вечером Ольга делится впечатлениями с Дунканом. На следующий день она обнаруживает, что на месте балагана — пепелище. Кукольник исчезает. А ещё через некоторое время погибает муж.
Неприспособленная к жизни женщина остаётся одна, и этим ловко пользуется кухарка Мария, переселяющая в большой дом всю свою семью. Ночью, спасаясь от домогательств Марииного зятя Алексея, Ольга убегает на берег и запрыгивает на борт отходящего военного корабля. Так начинаются её странствия.
В этой цепочке злоключений особняком стоит знакомство с водителем Костей. Узнав, что женщине негде жить, он приводит её в свою холостяцкую квартиру, накрывает стол и предлагает выйти за него замуж. Конфликты между супругами возникают почти сразу после свадьбы, и связаны они с тем, что Костя ждёт от Ольги вкусных обедов и убранной квартиры, а она продолжает жить в мире грёз. Женщину не отпускают мысли об исчезнувшем кукольнике, и она мастерит из подручного материала большую красивую бабочку с его «лицом».
Во время очередной семейной ссоры Костя выбрасывает бабочку с балкона. Несомая ветром, она садится на дерево недалеко от места, где находился кукловод Коля, и зовёт его. Теперь бабочка становится его спутником и молчаливым собеседником. Именно бабочка «подсказывает» ему дорогу к той психиатрической клинике, в которую, в конце концов, возвращается Ольга. Там же живёт и адресат её писем — Эльза.
В финале фильма Ольга, Эльза и другие обитатели клиники сидят в больничном дворике, а Коля и его куклы играют для них свой новый спектакль.

## В ролях
- Юлия Маврина — Ольга
- Аристарх Ливанов — Дункан
- Зинаида Кириенко — кухарка Мария
- Алла Демидова — Эльза
- Николай Гейко — кукольник Коля (озвучивает Сергей Гармаш)
- Игорь Лифанов — зять Марии Алексей
- Владимир Маслаков — Костя, водитель ЗИЛа
- Михаил Трухин — Олег
- Илья Шакунов — Сергей
- Владимир Лекус — Женя
- Лев Елисеев — дедушка

## Съёмочная группа
- Режиссёр — Игорь Масленников
- Автор сценария — Аркадий Высоцкий
- Оператор — Валерий Мартынов
- Художник — Михаил Суздалов
- Композитор — Владимир Дашкевич
- Звукорежиссёр — Михаил Буянов
- Художник по костюмам — Наталья Замахина
- Продюсер — Андрей Разумовский

## История создания
В 2000 году Игорь Масленников был членом жюри конкурса сценариев «Да здравствует мелодрама», проводимого под эгидой Госкино. Получивший первый приз сценарий «Бабочка» показался режиссёру очень интересным, и Масленников позвонил его автору Аркадию Высоцкому с вопросом, не задействована ли эта работа в кинопроизводстве. Аркадий Владимирович ответил: «Я пять лет этот сценарий всем предлагаю — никто не берёт».
Получив согласие сценариста, Игорь Фёдорович занялся поисками героини. По его словам, вначале он пошёл неправильным путём — начал искать исполнительницу среди моделей. Затем в поле его зрения попала исполнительница главной женской роли в фильме «Азазель» Марина Александрова. Однако окончательное решение режиссёр принял после того, как увидел на сцене третьекурсницу Петербургской театральной академии Юлию Маврину: «Я понял, что моя героиня должна быть именно такой».

## Прокатная судьба
Режиссёр в различных интервью не скрывал досады от того, что картина, которую он считает лучшей в своей кинобиографии, так и не дошла до широкой зрительской аудитории. Незавидную судьбу «Писем к Эльзе» Масленников напрямую связывает с разрушившейся в начале 2000-х годов системой российского кинопроката.

Я вхожу в экспертное жюри Роскино и знаю: вкладываются огромные деньги. Но из круга внимания выпал прокат. Кинематограф устроен как дерево: корни — прокат, крона — искусство, ствол питает обе эти сферы. — режиссёр Игорь Масленников

## Отзывы
Фильм вызвал весьма разноречивые отклики в прессе. Так, режиссёр Алексей Балабанов, увидев «Письма к Эльзе» на «Кинотавре», был приятно удивлён тем, что 70-летний Масленников «сумел снять такую энергичную картину».
Журналист Ольга Бакушинская, назвав фильм красивой, трогательной и умной историей, отметила, что «Письма к Эльзе» «ничуть не хуже, а может, и лучше», чем снятые этим же режиссёром «Зимняя вишня» и «Шерлок Холмс».
Литературный критик Лев Аннинский обнаружил в новой работе Масленникова явную перекличку с классическими сюжетами. Так, главная героиня во время верховой прогулки напомнила ему Наташу Ростову из фильма Сергея Бондарчука. Бродячий кукольник вызвал ассоциации с «Дорогой» Феллини. Нахрапистость семьи кухарки Марии, захватившей чужое поместье, показалась неуловимо связанной с «Виридианой» Бунюэля.
В то же время американский профессор-славист Вида Джонсон призналась, что в «Письмах к Эльзе» многое для неё осталось непонятным:
Фильм становится интересным, когда на экране появляется Алла Демидова в роли той самой Эльзы — обитательницы сумасшедшего дома, — в письмах к которой героиня описывает свои любовные похождения. Демидова — сильная актриса, и она буквально вытаскивает картину за уши.
Достаточно негативно отозвались о картине журналисты издания «Газета. Ru», озаглавившие свою публикацию «Девушка в сиропе» и констатировавшие, что «к слащавости сюжета добавлено невероятное количество красивостей».

## Награды и номинации
- 33-й Индийский международный кинофестиваль в Дели (2003) — главный приз «Золотой павлин»[12]
- Кинофестиваль «Сталкер» — приз Гильдии кинорежиссёров «За гуманизм и отражение женской судьбы»
- 13-й кинофестиваль «Кинотавр» — приз за лучшую женскую роль второго плана (Алла Демидова)
- 24-й Московский международный кинофестиваль — специальный приз Федерации киноклубов России «Лучшему фильму российской программы»
- Кинопремия «Ника» (2003) — номинация «Лучшая женская роль второго плана»
- Кинопремия «Золотой орёл» (2003) — номинация «Лучший игровой фильм»